# Emilio Menéndez del Valle
Emilio Menéndez del Valle (* 20. Juni 1945 in Madrid) ist ein spanischer Hochschullehrer, Diplomat und Politiker der sozialistischen Partei PSOE. Seit 1999 ist er Mitglied des Europäischen Parlaments. Zuvor war er unter anderem spanischer Botschafter in Jordanien und Italien.

## Leben
Menéndez del Valle studierte bis 1972 Rechtswissenschaft an der Universität Complutense Madrid sowie von 1973 bis 1975 Internationale Beziehungen an der Columbia University in New York. Anschließend lehrte er bis 1980 Internationale Beziehungen an der Universidad Complutense sowie bis 1983 an der Madrider Außenstelle der University of Southern California.
1983 wurde er zum spanischen Botschafter in Jordanien ernannt; anschließend war er von 1987 bis 1994 Botschafter in Italien. Danach war er unter anderem von 1997 bis 1999 der für den Nahen Osten zuständige Koordinator des Europäischen Amts für humanitäre Hilfe (ECHO).
Bei der Europawahl 1999 wurde er für die spanische sozialistische Partei PSOE ins Europäische Parlament gewählt. Bei der Europawahl 2004 und der Europawahl 2009 konnte er das Mandat jeweils erhalten. Wie alle PSOE-Abgeordneten im Europaparlament ist Menéndez del Valle Mitglied der sozialdemokratischen Fraktion S&D. Zudem gehört er dem Ausschuss für internationalen Handel an.

## Auszeichnungen
Für seine Tätigkeit als Botschafter wurde Menéndez del Valle mit dem Orden Al-Istiqlal des Königreichs Jordanien sowie mit dem Großkreuz des Verdienstordens der Italienischen Republik ausgezeichnet.